# 筑西市民病院
筑西市民病院（ちくせいしみんびょういん）は、茨城県筑西市に存在した医療機関。筑西市病院事業の設置等に関する条例（平成17年3月28日条例第179号）に基づき筑西市が運営していた病院である。1972年（昭和47年）5月に下館市が下館市民病院として開設し、2005年（平成17年）3月28日に下館市ほか1市3町が合併したことにより筑西市民病院に改称、運営が筑西市に引き継がれた。医師不足により経営が困難となったため、2008年（平成20年）12月に民間譲渡の方針を決定したが、2009年（平成21年）4月の市長選挙で推進派の市長が落選し、以後も公設公営の経営が続いていた。2018年（平成30年）9月30日、県西総合病院との統合による茨城県西部メディカルセンターの開院に向けて閉院。同年10月1日に跡地に地方独立行政法人茨城県西部医療機構筑西診療所が開院。

## 診療科
- 内科
- 小児科
- 外科
- 整形外科
- 脳外科
- 泌尿器科
- 産婦人科
- 眼科
- 形成外科
- リハビリテーション科
- 放射線科
- 耳鼻咽喉科

## 医療機関の指定等
- 保険医療機関
- 救急告示医療機関
- 労災保険指定医療機関
- 身体障害者福祉法指定医の配置されている医療機関
- 生活保護法指定医療機関
- 結核指定医療機関
- 原子爆弾被害者一般疾病医療取扱医療機関
- 茨城県肝疾患専門医療機関登録

## 交通アクセス
- JR東日本水戸線玉戸駅下車、徒歩3分。